# Circonscription de Uba Debre Tsehay
La circonscription de Uba Debre Tsehay est une des 121 circonscriptions législatives de l'État fédéré des nations, nationalités et peuples du Sud, elle se situe dans la Zone Gomgofa. Sa représentante actuelle est Abaynesh Sheka Munde.